# Goossen van Raesfelt de Oude
Goossen van Raesfelt (1499 - circa 1580) was een Twentse edelman. Door zijn huwelijk kwam kasteel Twickel in handen van de familie Van Raesfelt. Hij werd drost van Twente na het overlijden van zijn schoonvader, Johan III van Twickelo (-1539). In die functie is hij vooral bekend geworden door de terechtstelling van de juffers Van Beckum wegens ketterij in 1544.

## Familieleven

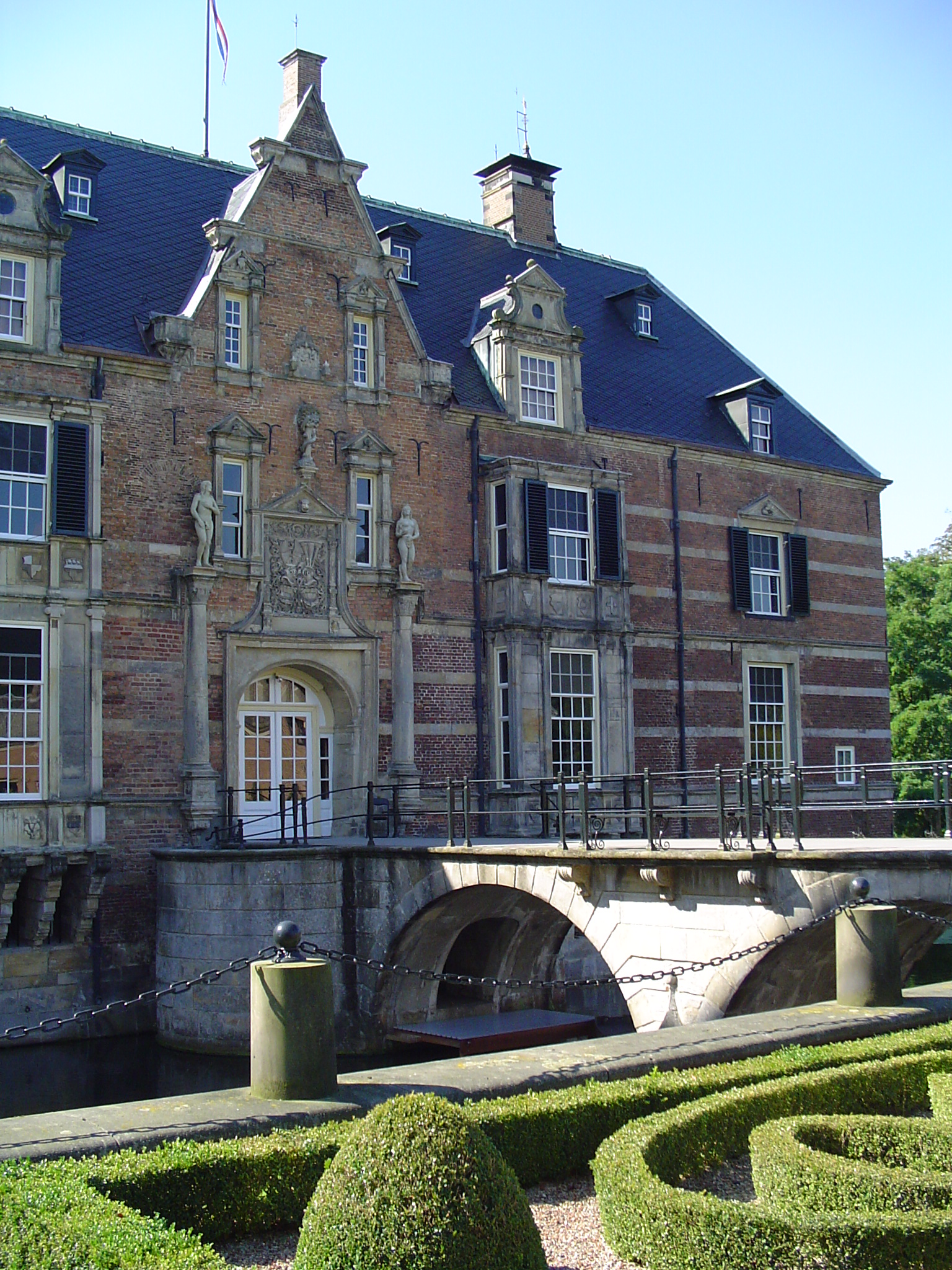
De ingangspartij van Twickel, eerste steen in 1551 gelegd door Goossen van Raesfelt en zijn vrouw Agnes van Twickelo.

### Afkomst, huwelijk en kinderen
Goossen van Raesfelt was een jongere zoon van Johan van Raesfelt tot Ostendorf en Judith van Wylich. Zij woonden op het Huis Ostendorf onder Lippramsdorf in Westfalen. Na Goossens huwelijk met Agnes van Twickelo in 1537 vestigde hij zich in Twente. 
Agnes van Twickelo (circa 1510 - 4 mei 1551) was de jongste dochter van Johan van Twickelo en Judith Sticke (-1516), die waren getrouwd in 1506. Uit het huwelijk van Goossen en Agnes zijn vijf kinderen bekend:
- Johan van Raesfelt tot Twickel (-1604) de erfopvolger van Twickel, trouwde in 1572 met Lucia van Heiden. Johan werd in 1562 met Twickel beleend.
- Goossen van Raesfelt tot Rutenborg, de Jonge, begraven in de Dom van Münster, trouwde met Lucia van Twickelo tot Rutenborg, volgde zijn vader op als drost van Twente.
- Adolf van Raesfelt, eerst domheer te Münster.
- Dietrich van Raesfelt, domheer, later drost te Bocholt.
- Bitter van Raesfelt, domheer te Munster, begraven in de Dom van Münster

Agnes overleed in 1551 en werd begraven in het koor van de kerk van Delden, waar zich haar grafsteen nog steeds bevindt. Kort voor 1558 hertrouwde Goossen met Ermgard van Boyneburg genaamd Honstein of anders Van Bemmelsberg (-1595), weduwe van Johan van Raesfelt tot Raesfelt.. Zij was een dochter van Herman van Bemelsberg tot Clörath genaamd van Honstein en Irmgard van Ruisschenberg. Uit het huwelijk van Goossen en Ermgard werden verscheidene kinderen geboren, waaronder:
- Johan van Raesfelt tot Moerkerken (-1633), heer van Mijnsheerenland van Moerkerken

Ermgard was weduwe van Johan van Raesfelt tot Raesfelt, uit welk huwelijk een zoontje was geboren dat echter jong overleed. Goossen en Ermgard deden vervolgens pogingen slot Raesfelt in hun bezit te krijgen, wat mislukte.

### Strijd om erfenis
Na het overlijden van Johan van Twickelo ontstond er strijd tussen zijn schoonzoons Goossen van Raesfelt en Unico Ripperda tot Boxbergen (circa 1503 -1566), die in 1531 was getrouwd met de oudste dochter, Judith van Twickelo (-1554).
De twisten werden bijgelegd door een uitspraak van Maximiliaan van Egmont in 1541 en een aanvullende overeenkomst in 1547. Het resultaat was dat Goossen en Agnes Twickel zouden behouden net als het drostambt. Uit het drostambt zou Unico een jaarlijkse rente van 50 goudgulden ontvangen. Alle andere goederen werden gedeeld. Een groot deel van de boerderijen rond Twickel kwam daardoor in handen van de Ripperda's waaronder de Ottenhof in Deldeneresch met het markenrichterschap.

## De juffers Van Beckum
Een zaak die Goossens nazaten nog lang zou achtervolgen was de terechtstelling van Maria van Beckum en haar schoonzus, Ursula van Werdum, vrouw van Jan van Beckum. Na beschuldigd te zijn van ketterij werden zij vastgezet op kasteel Twickel, waar Goossen resideerde. Op bevel van het gezag in Brussel werden zij op 13 november 1544 vlak bij Delden terechtgesteld door verbranding. Goossen deed daarna pogingen hun nagelaten onroerend goed, de havezate Kevelham bij Goor en het erve Ottenschot in Bentelo, te confisqueren, wat hem echter niet lukte.

## Uitbreiding kasteel Twickel
In 1551 legden Goossen en Agnes de eerste steen aan de verbouwing van kasteel Twickel in renaissancestijl. Onder andere werd een ingangspoort gebouwd die met beeldhouwwerk is versierd. De poort vertoont qua opzet verwantschap met de (vroegere) ingangspoort van de Cannenburgh bij Vaassen.
De wapensteen boven de poort van Twickel vertoont de wapens Van Raesfelt en Van Twickelo. In het fries dat de steen bekroont bevindt zich in een medaillon een vrouwenkopje. Men veronderstelt dat dit een portret van Agnes van Twickelo voorstelt.

## Hof van Moerkerken
In 1559 kocht Goossen de heerlijkheid Moerkerken voor 51.000 gulden van Karel van Sint-Omaars, heer van Danoultre en Moerkerkerlant, waardoor hij zich heer van Moerkerken mocht noemen.